# Eddy Herrera
Eduardo José Herrera de los Ríos, (Santiago de los Caballeros; 30 de abril de 1964), más conocido como Eddy Herrera, es un cantante dominicano de merengue. Fue uno de los grandes vocalistas del conjunto musical liderado por Wilfrido Vargas en la década de 1980. Es reconocido como un ícono del merengue, además de ser uno de los merengueros más reconocidos de la historia del género musical en la actualidad.

## Carrera
Herrera nació en la ciudad de Santiago de los Caballeros el 30 de abril de 1964.
A la edad de 9 años, su padre Iván Herrera le compró, como motivo de su cumpleaños, una guitarra, y al ver su entusiasmo y alegría, contrató a un profesor de música, cuya especialidad era la guitarra. Luego de varios meses tomando clases de guitarra, Eddy sintió que ya había aprendido lo suficiente y ya se podía acompañar él mismo y cantar casi todas las canciones de esos tiempos en corte romántico (baladas y boleros) y por ello, abandonó las clases. Sus cantantes favoritos eran: Nino Bravo, José José, José Luis Rodríguez y Javier Solís.
A la edad de 15 años, participó en su primer festival de la voz de Santiago de los Caballeros, considerada segunda Capital de República Dominicana, y alcanzó el segundo puesto. Al transcurrir esos años, Eddy solía participar en casi todos los actos culturales en los diferentes colegios que estudió, siempre siendo su participación como cantante.
A la edad de 17 años, participó de nuevo en otro festival de la voz, logrando en este obtener el primer lugar, siendo desde los primeros ensayos, el favorito. Mientras estudiaba y cantaba, también jugaba béisbol, deporte que desde los seis años practicaba y le apasionaba. El béisbol sí lo practicaba con ahínco y mucha dedicación, lo cual a través del tiempo, logró superar diferentes categorías de dicho deporte hasta llegar a la categoría Amateur (Rookie) y se proyectaba como un futuro jugador de ligas mayores en los Estados Unidos, por supuesto inicialmente en ligas menores.
Después de haber ganado aquel segundo festival, continuó con el béisbol y, posteriormente, ingresó a la carrera de arquitectura en la Pontificia Universidad Católica Madre y Maestra (PUCMM), hasta que dos años y medio después, conoció a  Wilfrido Vargas, quien le solicitó que formara parte de los cantantes de su agrupación. A primera instancia, fue chocante para Eddy y su madre; para Eddy porque nunca había tenido la experiencia de cantar merengue, y para su madre porque no quería que dejase sus estudios de arquitectura, pero el convencimiento de Wifrido se puso a prueba en ese mismo momento. Eddy tuvo que dejar la arquitectura, sin el apoyo inicial de su madre; el béisbol, y finalmente  se decidió por la música, trabajo que le embrujó y le envolvió para siempre. Tres meses después de que Eddy iniciara con la orquesta de Wilfrido, grabó su primer merengue titulado “El Jardinero”, el cual se convirtió en un exitazo intercontinental, luego “La Medicina”, posteriormente “El Loco y La Luna” y finalmente “Mujer Tirana”.
Viajó por todo Centroamérica, más de seis países de Sur América, más de diez países de Europa, casi todas las islas del Caribe y más de veinte estados de Estados Unidos. Permaneció siendo uno de los cantantes de Wilfrido Vargas desde 1984 hasta 1990. Eddy Entendió que esos seis años como cantante de dicha orquesta habían sido lo suficiente para lanzarse con su propio proyecto musical y así fue. Mientras Eddy cumplía con sus últimos tres meses como cantante de Wilfrido Vargas, empezaba a grabar su primer disco independiente, el cual así se llamó “Eddy Herrera “Independiente”.
Finalmente, logró terminar esa primera producción discográfica bajo el sello “Musical Producción (MP Records)”. Inicialmente se promocionaron de este primer disco temas como: “No Puedo Más y La vieron”, teniendo mucho éxito principalmente en República Dominicana, para posteriormente el 20 de julio de 1990, hacer su debut oficial en una discoteca de su ciudad natal llamada “La Mansión”. El éxito de ese primer disco le colocó en los premios más importantes de República Dominicana, “Premios Casandra”, y logró ganar la estatuilla como “Orquesta Revelación Del Año”.
Después de Eddy y su Orquesta haber recorrido su país realizando más de 150 conciertos bailables en ese primer año, le llegó la oportunidad de grabar su segundo disco, también grabado bajo el sello MP y este se tituló “Mi More”. Mi More y Callejón Sin Salida fueron algunos de los temas promocionados de este disco. “Ámame” fue su tercer disco dándose a conocer temas como: Si Tu Te Vas, Tu Voz (Balada) y el exitazo Carolina, estas fueron las canciones que acompañaron a este disco y a raíz del éxito de Carolina, la proyección de Eddy empezó a trascender de manera rápida y fuerte en Venezuela, Panamá, Estados Unidos, Aruba, Curazao, Honduras, Costa Rica, Guatemala, México y Holanda.
Justamente antes de proyectar el lanzamiento oficial del tema Carolina, Eddy y MP Records llegaron al finiquito de su contrato por mutuo acuerdo y fue cuando J&N Records le firmó con un contrato de cinco años de manera exclusiva. De una vez se lanzó la canción y desde ese momento empezó el despegue de Eddy Herrera a nivel internacional. Su cuarto disco titulado “Lluvia De Amor” siguió el camino del éxito obtenido por el anterior, y logró colocar temas como: La Bailadora, Lluvia De Amor y otros. “Los Hombres Calientes” se llamó su quinto disco, el cual es posible que haya sido el menos trascendental del artista, aunque sí se conocieron temas como: Los Hombres Calientes y Nuestro Amor. Este último, sin lugar a dudas ha sido el éxito más grande del artista, específicamente en un país que ha dado un apoyo grandioso desde 1995, Colombia; y es considerado como uno de los temas más populares en los últimos diez años en ese bello país. Su sexto disco, “Alma Gemela”, también se difundió por toda Latinoamérica, colocando temas como: No Sé Olvidar, Alma Gemela, entre otros. Mientras Eddy y su Orquesta continuaban sus frecuentes viajes por todas partes, daba los toques finales al disco que sin lugar a dudas traspasó todas las fronteras de Latinoamérica “Me Enamoré”. En este se lanzó a la radio nacional e internacional la canción “Demasiado Niña”, convirtiéndose en pocas semanas en otro súper éxito, ganando la estatuilla de Merengue Del Año en República Dominicana y llevándole por primera vez a los prestigiosos premios “Grammy Latinos” de 2000.
Después de más de seis meses de la pegada de esta canción, se lanzó el tema “Pégame Tu Vicio”. Continuó el afianzamiento del artista y la gran pegada, considerado este último con uno de los más grandes éxitos en toda la carrera de Eddy Herrera. Más de un año duró recorriendo toda Latinoamérica la pegada de esta canción y fue cuando logró colocarse como una de los artistas más importante del género Merengue. También este fue elegido Merengue del año en los Premios Casandra 2001. Le tomó más de dos años para finalizar el siguiente disco, después de la pegada de los temas Demasiado Niña y Pégame Tu Vicio, y finalmente lanzó al mercado el tema “Tú eres ajena”, contenido en su sexta producción titulada “Atrevido”. Demasiado Romántica y Como Llora Mi Alma fueron otros de los éxitos de este disco. En el año 2015 lanza el sencillo "Tu Boquita" en colaboración con el artista urbano "Mozart La Para", canción cuyo video musical le valió una nominación a los Premios Videoclip Awards 2016, como Mejor video musical de Merengue. Más adelante, en 2017, lanza su más reciente disco A Otro Nivel en el cual crea canciones de merengue justo como lo reza su título "A Otro Nivel". En este Álbum Discográfico existen canciones con colaboraciones de varios artistas, tales como: Mozart La Para, Vakeró y Omar Enrique. 
“Tú Eres Ajena” superó las barreras del éxito alcanzado por Pégame Tu Vicio y es considerado como el éxito más grande del artista. También este disco le llevó por segunda vez a los premios Grammy Latinos y Premio Lo Nuestro. Durante el éxito y la pegada de estas últimas dos canciones, Eddy viajó por más de veinte países por toda Latinoamérica y ha venido realizando un promedio de veinte giras cada año desde 1999.

## Discografía
Independiente (1990)
1. Muévete
2. La Vieron
3. Suavemente
4. No Puedo Más
5. Mejor No Me Quieras
6. Piel Rumbera
7. Cuánto Daría
8. Bola e' Fuego

Mi More (1991)
1. Mi More
2. Quiero Gozar
3. Si Te Vas
4. Tu Mirada
5. Siento
6. Callejón Sin Salida
7. Ya Es Muy Tarde
8. Ay Mujer
9. El Beso Rap

Éxitos (1992)
1. Mi More
2. Muévete
3. Siento
4. La Vieron
5. Quiero Gozar
6. Si Te Vas
7. Suavemente
8. No Puedo Más
9. Tu Mirada
10. Mejor No Me Quieras
11. Callejón Sin Salida
12. Cuánto Daría
13. Ay Mujer
14. El Beso Rap

Ámame (1993)
1. Si Tú Te Vas
2. Extraño
3. Carolina
4. La Doctora
5. Tu Voz
6. Ámame
7. Desde Que Te Conocí
8. Lo Tiene Todo
9. La Fajita
10. Te Quiero Amar

Lluvia de Amor (1994)
1. La Bailadora
2. Vete
3. No Es Solo Sexo
4. No lo Puedo Dejar
5. Ay Ven
6. Dueño de Nada
7. Cada Mañana
8. Amor Lunático
9. Lluvia de Amor
10. Voy de Fiesta

Los Hombres Calientes (1996)
1. Las Mujeres Todas
2. Amor Prohibido
3. No Voy a Volver a Llorar
4. A lo Palo Palo
5. Me Sabe a Poco
6. El Hombre de la Cima
7. Pégalo "Jardinero Mix"
8. De Risita
9. La Bocina
10. Nuestro Amor
11. Los Hombres Calientes

Alma Gemela (1998)
1. Esta Pena
2. Alma Gemela
3. La Sensual
4. Vuelve
5. Sin Ti Me Muero
6. Me Gusta Hacerte el Amor
7. Ay Amor
8. No Sé Olvidar
9. Pa' Colombia
10. Esta Navidad

Me Enamoré (2000)
1. Demasiado Niña
2. Seguiré Buscándola (A dúo con Iván Zuleta)
3. Su Mirada
4. Me Gusta
5. Me Enamoré
6. Estoy Queriéndola
7. Mujeres
8. Es Ella
9. No Aguanto Más
10. Espumas (A dúo con Fernando Villalona)
11. Te Confieso
12. La Quise Mucho
13. Y Te Busqué
14. Pégame Tu Vicio

Atrevido (2001)
1. Tú eres ajena
2. Demasiado Romántica
3. Volvamos
4. Como Llora Mi Alma
5. Amantes Prohibidos
6. Ahora Te Duele
7. Todavía Creo en el Amor
8. Dime
9. Que No Muera lo Nuestro
10. Devórame Otra Vez

En Vivo (2001)
1. Tú eres ajena
2. Devórame Otra Vez
3. El Jardinero
4. Pégame Tu Vicio
5. Demasiado Niña
6. El Loco y la Luna
7. Eddy Herrera
8. Carolina
9. Amor Prohibido
10. Alma Gemela
11. Tu Voz
12. No Aguanto Más
13. Su Mirada

20 Éxitos (2002)

### Vol. 1
1. Carolina
2. Ay Ven
3. La Bailadora
4. Demasiado Niña
5. Vete
6. Tú eres ajena
7. Cada Mañana
8. Tu Voz
9. Lluvia de Amor
10. Pégame Tu Vicio

### Vol. 2
1. Su Mirada
2. Me Enamoré
3. No Aguanto Más
4. Ámame
5. Extraño
6. Si Tú Te Vas
7. Espumas
8. La Doctora
9. Mujeres
10. Presumida

Para Siempre (2003)
1. El Idiota
2. Culpables
3. Cuando Te Vayas
4. Cadena de Amor
5. Para Siempre
6. Como Yo Nadie Te Ha Amado
7. Sube, Sube
8. Cada Vez
9. Homenaje a Jochy Hernández (Amor Sincero/Porque Hemos Cambiado/Es Mejor Decir Adiós)
10. Pobre de Mi

Disco de Oro: 15 Grandes Éxitos (2003)
1. Tú eres ajena
2. Carolina
3. Presumida (Merengue)
4. Si Tú Te Vas
5. No Es Solo Sexo
6. La Bailadora
7. Cada Mañana
8. No lo Puedo Dejar
9. Por Qué Me Habrás Besado
10. Lluvia de Amor
11. Vete
12. Ay Ven
13. Extraño
14. Tu Voz
15. Presumida (Bachata)

Éxitos de Eddy Herrera (2005)
1. Pégame Tu Vicio
2. Carolina
3. Como Llora Mi Alma
4. Ámame
5. Demasiado Romántica
6. Tu eres ajena
7. Que No Muera lo Nuestro
8. Amantes Prohibidos
9. Cada Mañana
10. Culpables
11. Para Siempre
12. Pobre de Mi
13. Ay Ven
14. Lluvia de Amor

Amor de Locos (2005)
1. Estoy Dolido (A dúo con Danny Boy)
2. No le Cuentes
3. Mínimo
4. Amor de Locos (A dúo con Ilegales)
5. Sigue Tu Camino
6. Cómo Te Olvido
7. Quisiera Mentirte
8. Que Tonto Fui
9. Te Buscaré
10. Me Duele Que Te Vas
11. Cómo Hago
12. Él No Sabe de Amor (A dúo con Samy y Sandra Sandoval)
13. A Dormir Juntitos (A dúo con Liz)

Paso Firme (2009)
1. Lo Perdí Todo
2. Como Diablos
3. Dicen Que el Corazón No Engaña
4. Cuando Te Pienso
5. Voy a Llorar
6. Dímelo
7. Como Diablos (Bachata)
8. La Gozadera
9. Hipócritas
10. Enamorado
11. Solo Una Vez
12. Memoria
13. Mary Es Mi Amor
14. A Dormir Juntitos (A dúo con Liz)

Vida (2009)

### Vol. 1
1. Pégame Tu Vicio
2. Remember (a.k.a Summer Love)
3. Para Siempre
4. Demasiado Romántica
5. La Última Vez (A dúo con Magic Juan)
6. Como Llora Mi Alma
7. Demasiado Niña
8. Cómo Hago
9. El Idiota
10. Carolina

### Vol. 2
1. Tú Eres Ajena
2. No le Cuentes
3. Culpables
4. Ay Ven
5. Que Tonto Fui
6. Me Enamoré
7. Amantes Prohibidos
8. La Bailadora
9. Su Mirada
10. Tu Voz

Viviendo al Tiempo (2011)
1. La Vida Loca
2. Ahora Soy Yo
3. Ha Llegado el Amor
4. ¿Cómo le Digo?
5. Me Paso las Horas
6. Everybody
7. Florecita
8. Que Calor
9. Te Amo
10. Es Tan Difícil
11. La Vida Loca (A dúo con Silvestre Dangond)

A Otro Nivel (2017)
1. A Otro Nivel
2. Camino A La Locura
3. Ella Me Gu'ta (A Dúo con Vakeró)
4. Para Toda La Vida
5. Que Te Vaya Bien (A Dúo Con Omar Enrique)
6. La Reina
7. Acércate Más
8. Devuélveme Tus Besos
9. Para Toda La Vida (Balada)
10. No La Puedo Olvidar
11. Tu Boquita (A Dúo con Mozart La Para)
12. Tu Me Tiene' Mal
13. Sir Duke

## Congos de Oro
Otorgado en el Festival de Orquestas del Carnaval de Barranquilla:
| Año  | Trabajo nominado | Categoría           | Resultado |
| ---- | ---------------- | ------------------- | --------- |
| 1995 | Eddy Herrera     | Merengue Extranjero | Ganador   |
| 2004 | Eddy Herrera     | Merengue            | Ganador   |
| 2005 | Eddy Herrera     | Merengue            | Ganador   |
| 2010 | Eddy Herrera     | Merengue            | Ganador   |

## Premios Soberano
| Año  | Trabajo nominado | Categoría        | Resultado |
| ---- | ---------------- | ---------------- | --------- |
| 2019 | Eddy Herrera     | Orquesta del Año | Ganador   |

| Año  | Trabajo nominado | Categoría              | Resultado |
| ---- | ---------------- | ---------------------- | --------- |
| 2021 | Eddy Herrera     | Álbum Merengue/Bachata | Ganador   |